# جان پینون
جان پینون (انگلیسی: John Pinone؛ زاده ۱۹ فوریهٔ ۱۹۶۱) یک بازیکن بسکتبال اهل ایالات متحده آمریکا است.